# Desastre do túnel Hawks Nest
O desastre do túnel Hawks Nest foi um incidente de de desastre em grande escala na primeira metade da década de 1930, em resultado da construção do túnel Hawks Nest, perto de Gauley Bridge, na Virgínia Ocidental, como parte do projeto de uma hidrelétrica. Este projeto é considerado um dos piores desastres industriais da história americana.

## O acidente
Para gerar eletricidade para uma usina a jusante da Alloy, a subsidiária da Union Carbide, Kanawha e New River Power Company, decidiu desviar o New River para melhorar sua capacidade de geração de energia. A partir de 1927, o empreiteiro Rinehart & Dennis começou a construção do túnel de 4,8 km com o rio sob a Montanha Gauley. Uma represa foi construída imediatamente abaixo do Hawks Nest (Ninho dos Falcões) para desviar a maior parte do fluxo do rio New para dentro do túnel. Em seguida, ele reentra no rio perto da Ponte Gauley, deixando uma secção conhecida como "Dries".
Durante a construção do túnel, os trabalhadores encontraram a sílica mineral e foram solicitados a utilizá-la no aço eletroprocessado. Os trabalhadores não receberam máscaras ou equipamento de respiração para uso durante a mineração, embora a gerência usasse esse equipamento durante as visitas de inspeção. Como resultado da exposição ao pó de sílica, muitos trabalhadores desenvolveram silicose, uma doença pulmonar debilitante. Um grande número de trabalhadores acabou morrendo de silicose, em alguns casos, em um ano.
Não há estatísticas definitivas sobre o número de mortos no desastre do Hawks Nest. De acordo com um marcador histórico no local, houve 109 mortes admitidas. Uma audiência no Congresso colocou o número de mortos em 476. Outras fontes variam de 700 a mais de 1.000 mortes entre os 3.000 trabalhadores. Muitos dos trabalhadores no local eram afro-americanos do sul dos Estados Unidos, que voltaram para casa ou deixaram a região depois de adoecerem, dificultando o cálculo de um total preciso.

## Placa histórica
No local do acidente há uma placa, onde se lê: A construção do túnel nas proximidades, desviando as águas do rio New através do monte Gauley para energia hidrelétrica, resultou no pior desastre industrial do estado. A poeira de rocha de sílica causou 109 mortes admitidas em força de trabalho subterrânea, em sua maioria negra, de 3.000 pessoas. A tragédia trouxe o reconhecimento da silicose aguda como doença pulmonar ocupacional e legislação de compensação para proteger os trabalhadores.